# Aeroportul Mangaia
Aeroportul Mangaia (IATA: MGS, ICAO: NCMG) este un aeroport din Insulele Cook, Insulele Cook.
Situat la o altitudine de 14 m, aeroportul dispune de o singură pistă.